# Parco Maksim Gor'kij
Il Parco Maksim Gor'kij, o in modo più completo Parco Centrale della Cultura e del Tempo Libero Maksim Gor'kij (in ucraino Центральний парк культури та відпочинку ім. Максима Горького?; in russo Центральный парк культуры и отдыха имени Максима Горького?) è uno dei parchi più antichi e belli di Charkiv in Ucraina. Durante l'invasione russa del 2022 è stato bombardato.

## Storia

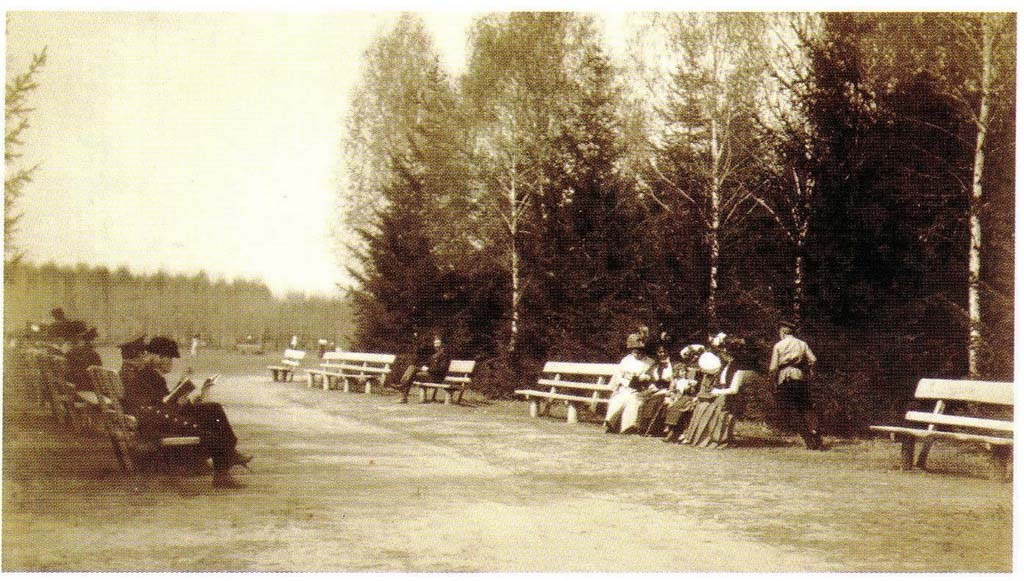
Viale del parco in un'immagine del 1907

Il parco è stato istituito alla fine del XIX secolo e inaugurato ufficialmente nel 1907. L'area è stata oggetto di restauri nel 2006 e nel 2012. Ha subito ingenti danneggiamenti durante l'invasione russa del 2022.

## Descrizione
Il parco occupa oltre 130 ettari ed è compreso nell'area tra via Vesnina, via Sumska e le vie Dynamivska e Novhorodska. L'area del parco urbano, il più importante della città, oltre che per le sue attrazioni tipiche da luna park è noto per la sua ricchezza di specie vegetali ed animali.

## Punti d'interesse

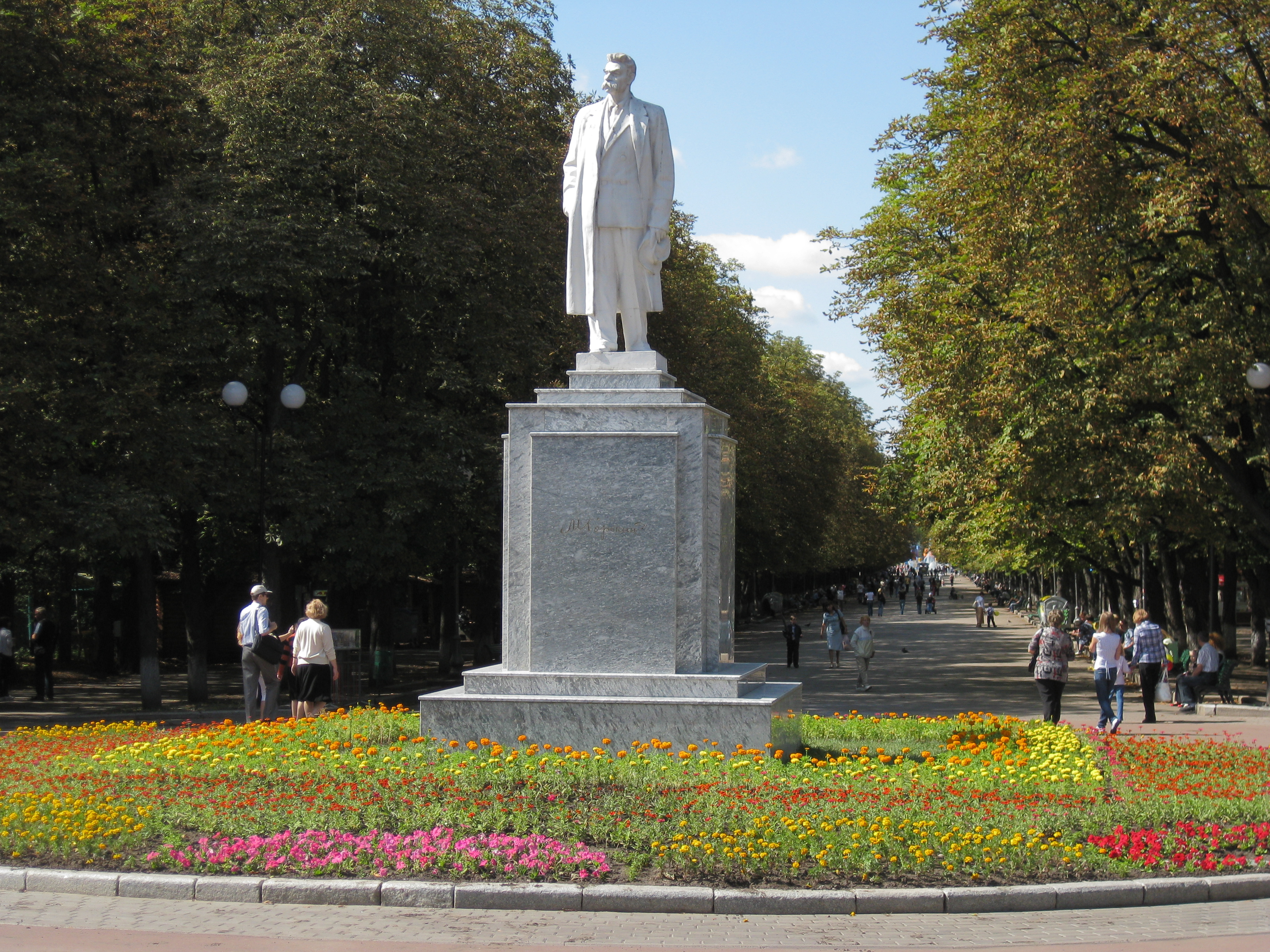
Monumento a Maksim Gor'kij vicino all'ingresso principale

Comprende numerose attrazioni, spazi per spettacoli, un cinema, una ferrovia per bambini, una funivia e campi da tennis.
- Monumento a Maksim Gor'kij, al quale il parco è dedicato, che si trova vicino all'ingresso principale.
- Ferrovia per bambini. Rappresenta una delle attrazioni di maggiore interesse del parco ed è stata costruita all'inizio degli anni quaranta. È una vera ferrovia in miniatura, con la sua stazione e le vetture dove si può salire per un viaggio nel parco e apprendere come se fosse un gioco il lavoro in ferrovia. Il suo percorso copre una lunghezza totale di circa 3,6 km con due fermate.[7]
- Grande ruota panoramica, che permette una vista sulla città e si trova nell'area ricreativa del parco, visibile anche a distanza.[8]
- Funivia, costruita nel 1971. La stazione di partenza si trova nel parco ed è lunga 1387 metri. La funivia permette di vedere dall'alto l'area verde e termina a nella stazione di Pavlovo. Le cabine sono 124 e ognuna può trasportare due persone.[9]
- Roller Coaster. L'attrazione ha una lunghezza di	530 metri ed è alta 22 metri.[10]

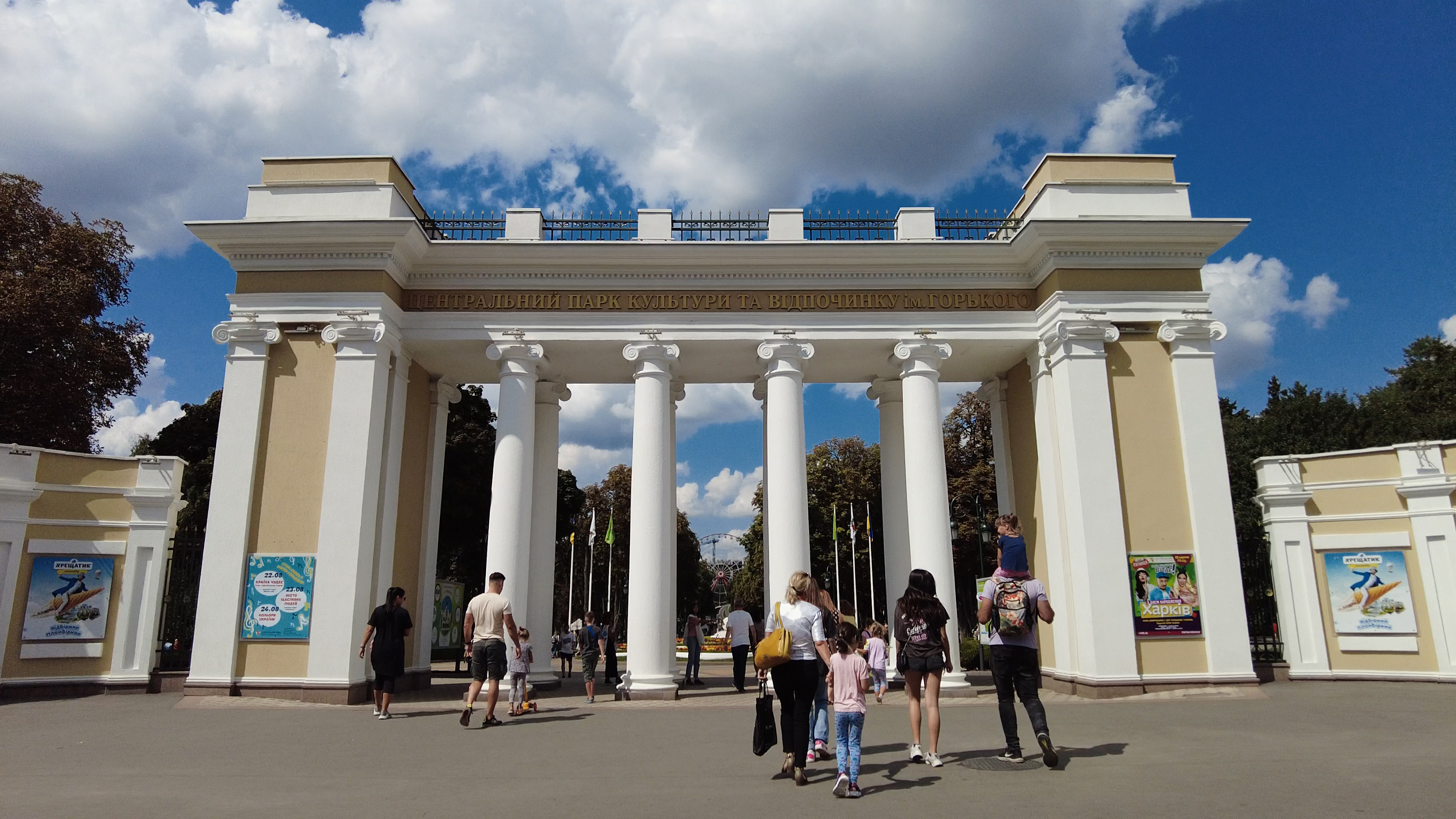
Ingresso principale

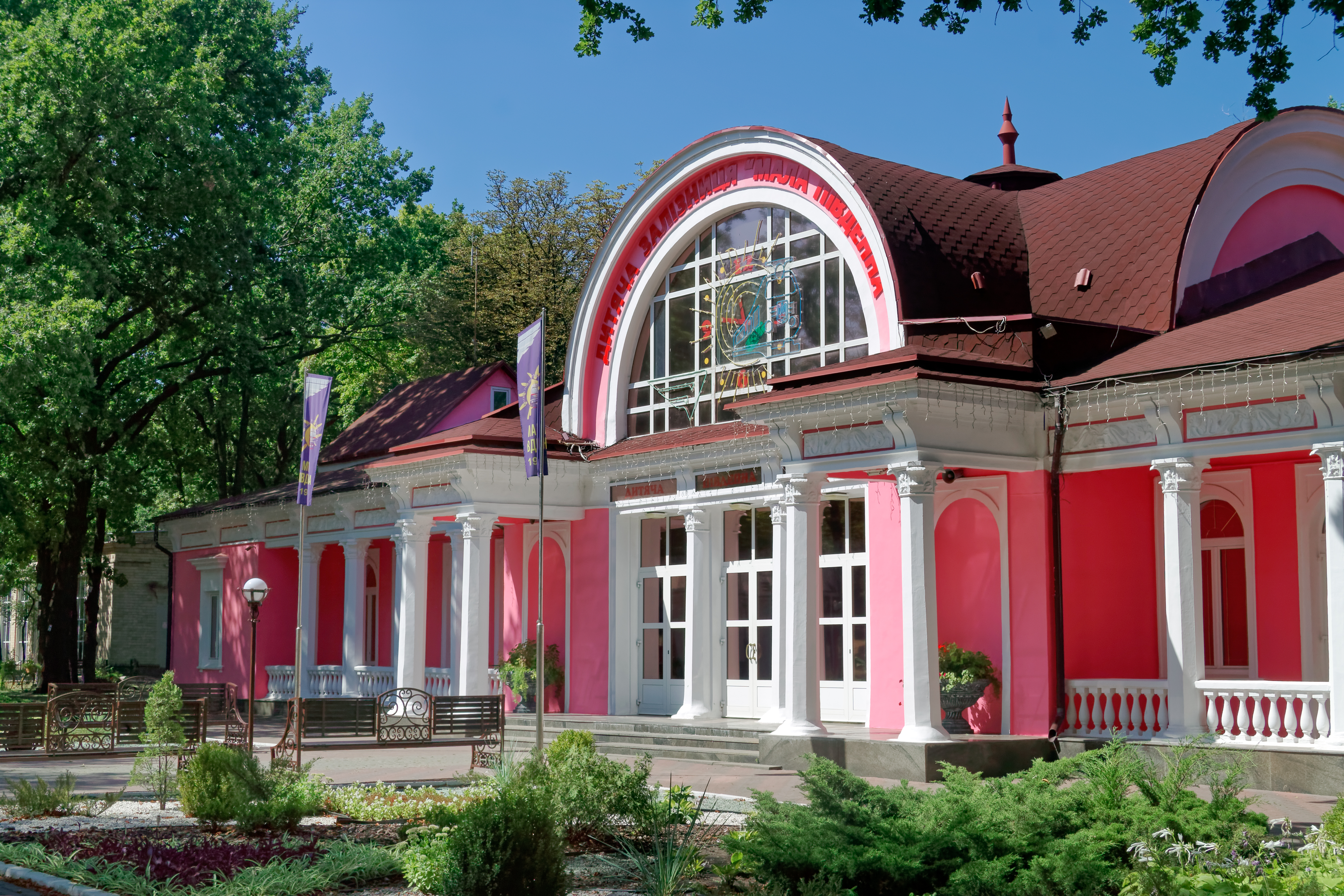
Stazione della ferrovia per bambini

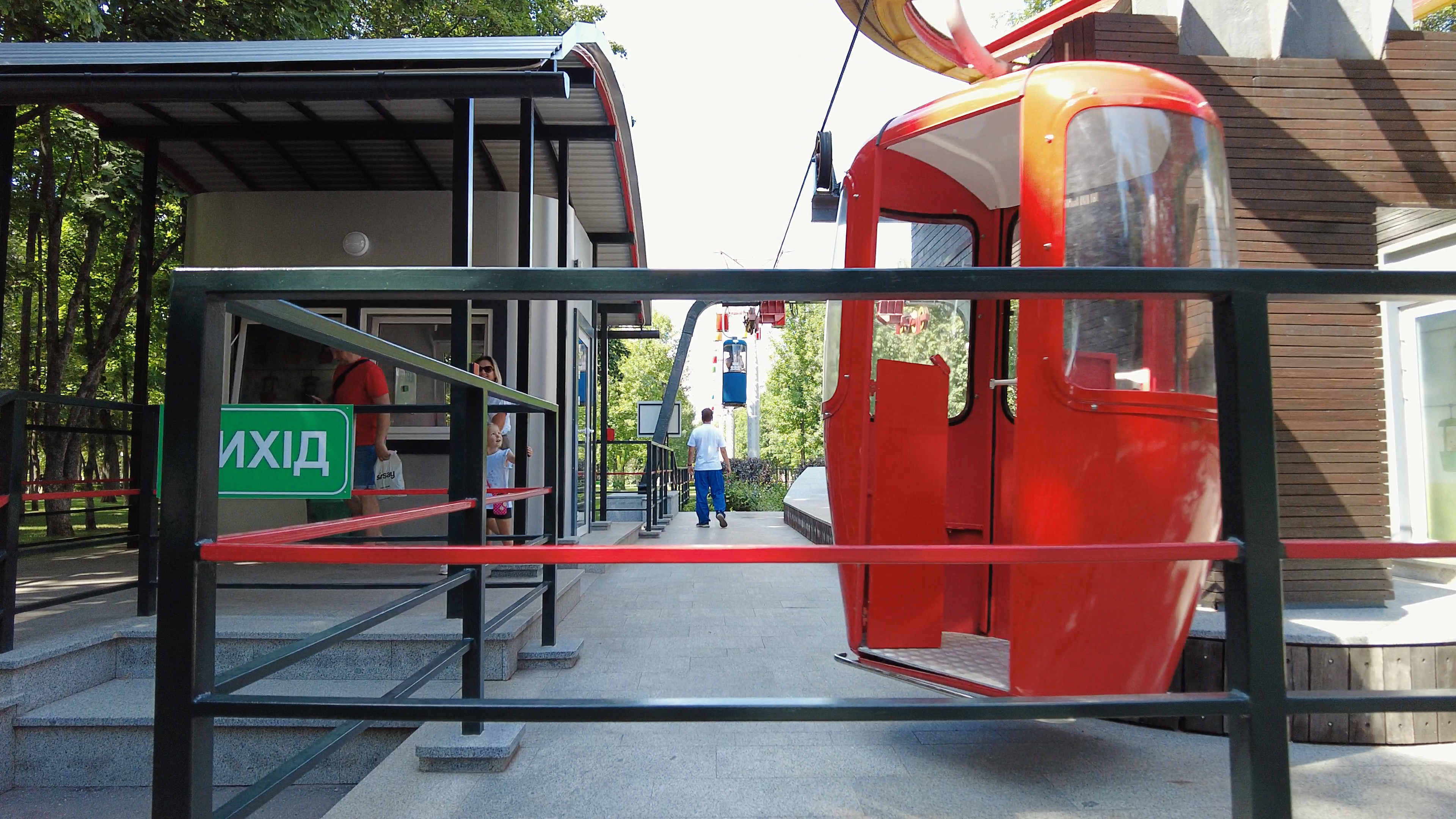
Stazione di partenza della Funivia

- Dynamo Stadium. Si trova esterno al parco ma nelle sue immediate vicinanze, a ovest.